# Vochysia maguirei
Vochysia maguirei är en tvåhjärtbladig växtart som beskrevs av L. Marcano-berti. Vochysia maguirei ingår i släktet Vochysia och familjen Vochysiaceae. Inga underarter finns listade i Catalogue of Life.